# レナーテ・シュテヒャー
レナーテ・シュテヒャー（Renate Stecher、1950年5月15日 - ）は、旧東ドイツの陸上競技女子短距離選手で、1972年ミュンヘンオリンピックの100m、200mの2冠。4×100mリレーでも銀メダル。さらに1976年モントリオールオリンピックでもこれら種目で3つのメダルを獲得。1970年代を代表する女性スプリンターである。

## 経歴
シュテヒャーは、非常に才能ある選手で、走高跳や五種競技も行っていた。彼女が最初に国際大会にデビューしたのが1969年のヨーロッパ選手権で、このときは、200mで銀メダルそして4×100mリレーでは金メダルを獲得している。次の1971年のヨーロッパ選手権では100m、200mの2種目を制覇。さらに4×100mリレーでも銀メダルを獲得し、世界のトップスプリンターの仲間入りを果たす。
1972年ミュンヘンオリンピックでも前年のヨーロッパ選手権と同様のパフォーマンスを見せ、100mを11.07秒の世界新記録で金メダル。200mも22秒40の世界新記録で2冠を達成する。さらに、翌1973年には、手動掲示ではあるが、100mで女性として初めて11秒の壁を破る10秒9の世界新記録も達成している。
1976年モントリオールオリンピックでも、ミュンヘン大会に続き100m、200m、4×100mリレーの3種目に出場。女子100m、200mは東西ドイツの選手でメダルを独占する中、100mでは西ドイツのアンネグレート・リヒター(Annegret Richter)に次いで銀メダル。200mでも銅メダルを獲得。そして4×100mリレーでは、前回大会銀メダルの雪辱を果たし、金メダルを獲得。オリンピックで3つめのメダルを獲得した。

## 主な実績
| 年   | 大会                     | 場所                       | 種目         | 結果 | 記録   |
| ---- | ------------------------ | -------------------------- | ------------ | ---- | ------ |
| 1969 | ヨーロッパ陸上選手権     | アテネ(ギリシャ)           | 200m         | 2位  | 23秒33 |
| 1969 | ヨーロッパ陸上選手権     | アテネ(ギリシャ)           | 4×100mリレー | 1位  | 43秒63 |
| 1970 | ヨーロッパ室内陸上選手権 | ウィーン(オーストリア)     | 60m          | 1位  | 7秒4   |
| 1970 | ユニバーシアード         | トリノ(イタリア)           | 100m         | 1位  | 11秒5  |
| 1970 | ユニバーシアード         | トリノ(イタリア)           | 200m         | 1位  | 22秒7  |
| 1971 | ヨーロッパ室内陸上選手権 | ソフィア(ブルガリア)       | 60m          | 1位  | 7秒3   |
| 1971 | ヨーロッパ陸上選手権     | ヘルシンキ(フィンランド)   | 100m         | 1位  | 11秒35 |
| 1971 | ヨーロッパ陸上選手権     | ヘルシンキ(フィンランド)   | 200m         | 1位  | 22秒70 |
| 1971 | ヨーロッパ陸上選手権     | ヘルシンキ(フィンランド)   | 4×100mリレー | 2位  | 43秒60 |
| 1972 | ヨーロッパ室内陸上選手権 | グルノーブル(フランス)     | 50m          | 1位  | 6秒25  |
| 1972 | オリンピック             | ミュンヘン(西ドイツ)       | 100m         | 1位  | 11秒07 |
| 1972 | オリンピック             | ミュンヘン(西ドイツ)       | 200m         | 1位  | 22秒40 |
| 1972 | オリンピック             | ミュンヘン(西ドイツ)       | 4×100mリレー | 2位  | 42秒95 |
| 1974 | ヨーロッパ室内陸上選手権 | イェーテボリ(スウェーデン) | 60m          | 1位  | 7秒16  |
| 1974 | ヨーロッパ陸上選手権     | ローマ(イタリア)           | 100m         | 2位  | 11秒23 |
| 1974 | ヨーロッパ陸上選手権     | ローマ(イタリア)           | 200m         | 2位  | 22秒68 |
| 1974 | ヨーロッパ陸上選手権     | ローマ(イタリア)           | 4×100mリレー | 1位  | 42秒51 |
| 1976 | オリンピック             | モントリオール(カナダ)     | 100m         | 2位  | 11秒13 |
| 1976 | オリンピック             | モントリオール(カナダ)     | 200m         | 3位  | 22秒47 |
| 1976 | オリンピック             | モントリオール(カナダ)     | 4×100mリレー | 1位  | 42秒55 |